# Jonas Müller (Rennrodler)
Jonas Müller (* 4. Oktober 1997 in Bludenz) ist ein österreichischer Rennrodler. Er startet im Einsitzer. Müller wurde im 2019 Sprintweltmeister und 2023 Weltmeister im Einzelwettbewerb.

## Werdegang
Müller, der Sportsoldat aus Bludenz, trat international erstmal bei den Junioreneuropameisterschaften 2015 in Oberhof in Erscheinung. Dort wurde er Sechster. In der Saison 2015/16 holte er drei Siege im Junioren-Weltcup, davon zwei im Einsitzer und einen mit der Staffel. Zudem errang er einmal den dritten Platz und einmal den zweiten Platz und gewann damit den Juniorenweltcup. Bei den Junioreneuropameisterschaften 2016 in Altenberg gewann er die Goldmedaille im Einsitzer und wurde Anfang Februar 2016 Fünfter bei den Juniorenweltmeisterschaften in Winterberg. Zu Beginn der Saison 2016/17 startete er in Lake Placid erstmals im Rennrodel-Weltcup und kam dabei auf den 22. Platz. Es folgten drei weitere Teilnahmen im Weltcup. Seine beste Platzierung dabei war der 17. Platz in Sigulda und erreichte damit den 37. Platz im Gesamtweltcup. Beim Saisonhöhepunkt, den Rennrodel-Weltmeisterschaften 2017 in Innsbruck-Igls belegte er den 21. Platz im Einsitzer. In der Saison 2018/19 kam er viermal im Weltcup unter die ersten Zehn.
Dabei war der vierte Platz im Einsitzer am Königssee seine beste Platzierung und erreichte damit den elften Platz im Gesamtweltcup.

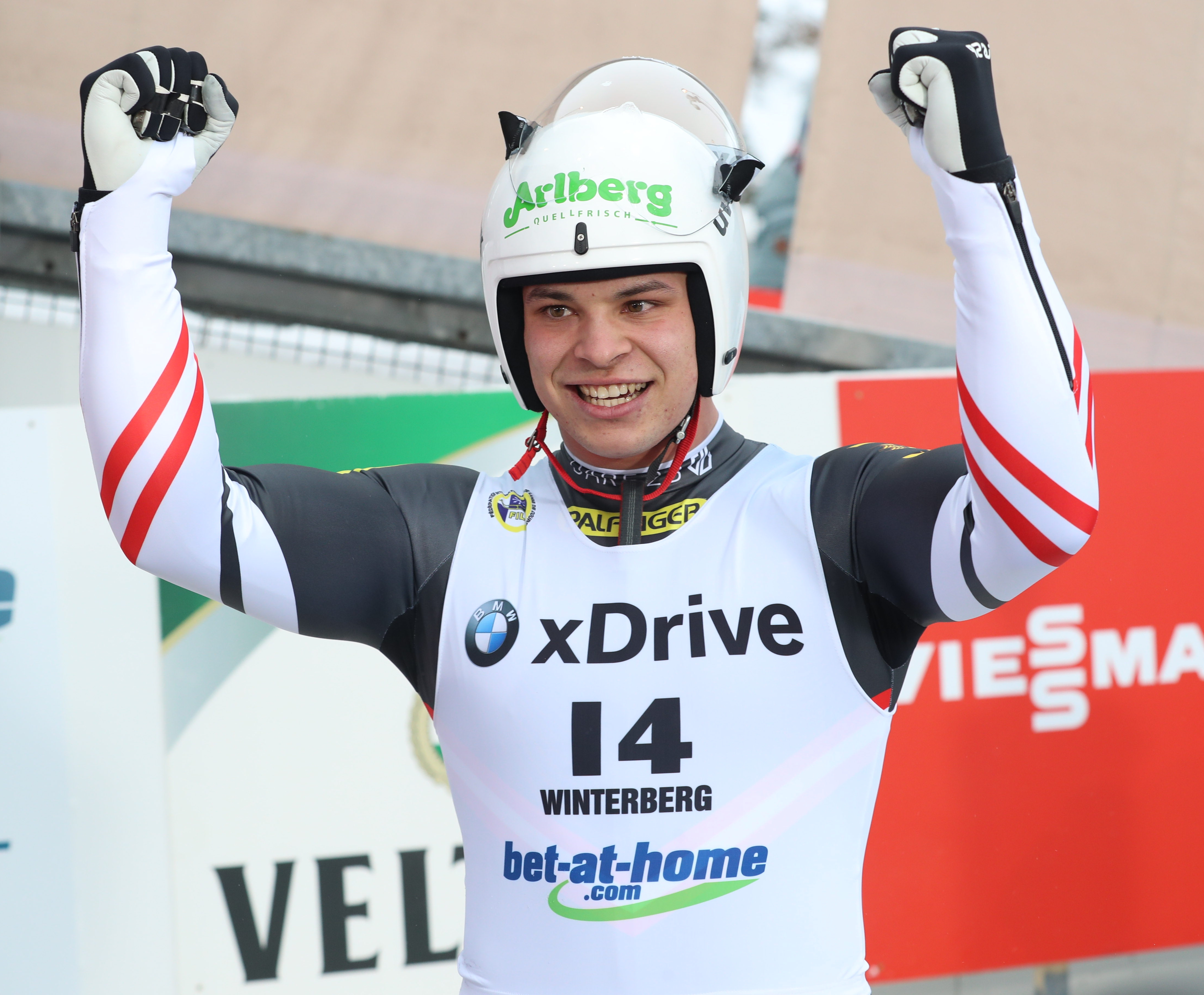
Jonas Müller, Sprint-Weltmeister der Männer, Jänner 2019

Ende Jänner 2019 gewann er bei den Rennrodel-Weltmeisterschaften in Winterberg überraschend im Sprintrennen die Goldmedaille.
Bei den Rennrodel-Europameisterschaften 2019 in Oberhof belegte er den 13. Platz im Einsitzer.
Zu Beginn der Saison 2019/20 holte Müller im Einsitzer in Innsbruck-Igls seinen ersten Weltcupsieg. Zudem errang er dort den zweiten Platz mit der Staffel. Auch das folgende Einsitzerrennen beim Weltcup in Lake Placid gewann er und fuhr dort zudem auf den dritten Platz im Sprintrennen. Diese Platzierung wiederholte er Mitte Dezember 2019 bei der dritten Weltcupstation in Whistler.
Bei den Rennrodel-Weltmeisterschaften 2020 holte der 22-Jährige sich im Februar in Sotschi die Silbermedaille in Einsitzer.
Müller gewann bei den Rennrodel-Weltmeisterschaften 2023 in Oberhof den Titel im Einsitzer sowie Silbermedaillen im Sprintwettbewerb und mit der österreichischen Teamstaffel.

### Europameister 2024 und 2025
Bei den Europameisterschaften 2024 wurde Müller erstmals Europameister im Einsitzer und im Team.
Im Jänner 2025 konnte er diesen Titel in Winterberg erfolgreich verteidigen und der 27-Jährige wurde zum zweiten Mal Europameister im Einsitzer.
Müller ist aktiver Sportler des Heeressportzentrums des Österreichischen Bundesheers und trainiert im Heeresleistungszentrum Dornbirn. Als Heeressportler trägt er derzeit den Dienstgrad Korporal.

## Erfolge

### Weltcupsiege

#### Weltcupsiege im Einzel
| Nr. | Datum         | Ort            | Bahn                        |
| --- | ------------- | -------------- | --------------------------- |
| 1.  | 24. Nov. 2019 | Innsbruck-Igls | Olympia Eiskanal Igls       |
| 2.  | 1. Dez. 2019  | Lake Placid    | Olympia-Bobbahn Lake Placid |
| 3.  | 14. Jan. 2024 | Innsbruck-Igls | Olympia Eiskanal Igls       |
| 4.  | 17. Feb. 2024 | Oberhof        | Rennrodelbahn Oberhof       |

#### Weltcupsiege in der Teamstaffel
| Nr. | Datum         | Ort            | Bahn                  |
| --- | ------------- | -------------- | --------------------- |
| 1.  | 26. Feb. 2023 | Winterberg     | Bobbahn Winterberg    |
| 2.  | 14. Jan. 2024 | Innsbruck-Igls | Olympia Eiskanal Igls |

### Gesamtweltcup
| Saison  | Platz | Punkte |
| ------- | ----- | ------ |
| 2016/17 | 37.   | 066    |
| 2017/18 | -     | -      |
| 2018/19 | 11.   | 338    |
| 2019/20 | 05.   | 556    |
| 2020/21 | 10.   | 475    |
| 2021/22 | 11.   | 434    |
| 2022/23 | 07.   | 583    |
| 2023/24 | 04.   | 723    |